# Sophia Derivan
Sophia Derivan (* 9. Juni 2000 in Dublin) ist eine ehemalige irische Tennisspielerin.

## Karriere
Derivan feierte erste Erfolge und Titel auf der ITF Junior Tour. Sie spielt bislang hauptsächlich Turniere der ITF Women’s World Tennis Tour, wo sie bisher aber noch keinen Titel gewann.
Sie wurde 2017 und 2021 zweimal in den Kader der irischen Fed-Cup-Mannschaft; berufen, wo sie in acht Begegnungen zwei Einzel und sechs Doppel bestritt, von denen sie ein Einzel und vier Doppel gewinnen konnte.

### College Tennis
Derivan spielt seit 2019 für die Damentennismannschaft der Colorado Buffaloes der University of Colorado.